# Whitehorse
Whitehorse è una città del Canada, capoluogo del territorio dello Yukon.
Whitehorse è situata al Miglio storico 918 dell'Alaska Highway ed è l'antico terminale della ferrovia White Pass and Yukon Route Railway, proveniente da Skagway, Alaska. La città è situata sul fiume Yukon e fu un importante centro di rifornimento durante la corsa all'oro del Klondike. 
Divenne capitale del territorio dello Yukon nel 1953, dopo lo spostamento della sede dalla città di Dawson, successivo alla costruzione della Klondike Highway.
La città deve il suo nome alle rapide di White Horse, che si dice assomigliassero alla criniera di un cavallo bianco (white horse in inglese). Le rapide scomparvero sotto al lago Schwatka in seguito alla costruzione, terminata nel 1958, di una diga per la produzione di energia idroelettrica.
Ad oggi risulta essere la città nota nel mondo per la competizione di corse su neve con slitte trainate da cani, come la Yukon Quest tra Whitehorse e Fairbanks (Alaska), e la Skikjöring chiamata  Road Runner 100, sulla distanza di 100 miglia.

## Galleria d'immagini

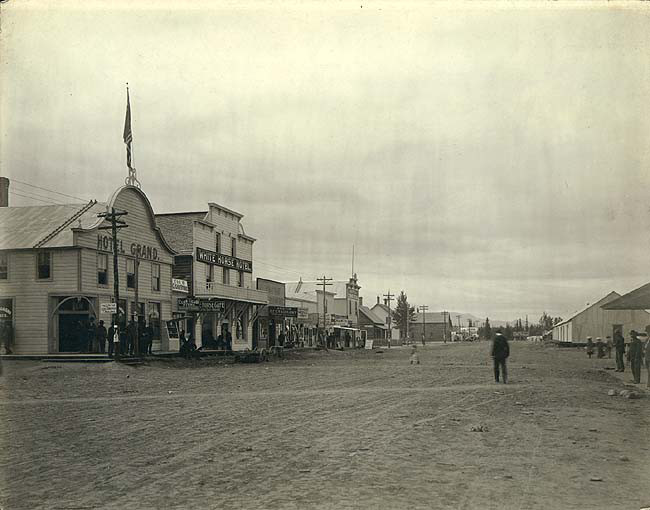
Whitehorse nel 1900
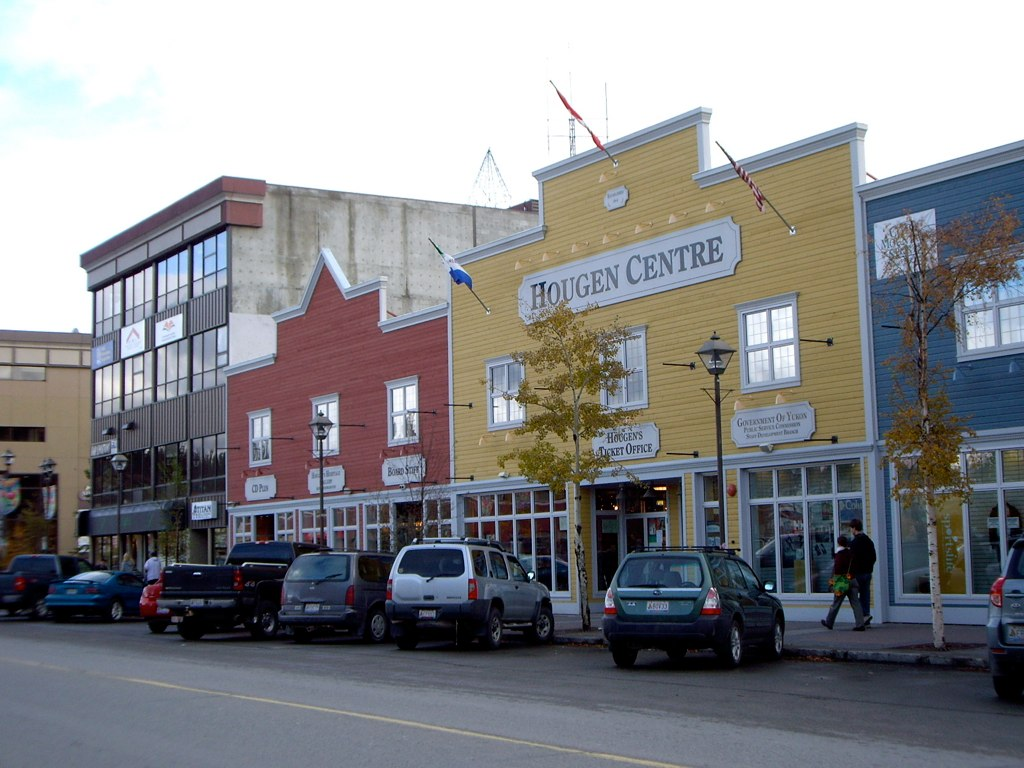
La strada principale nel centro della città